# Mia Blichfeldt
Mia Blichfeldt (Solrød, 19 de agosto de 1997) es una deportista danesa que compite en bádminton, en la modalidad individual.
Ganó dos medallas de bronce en el Campeonato Europeo de Bádminton, en los años 2018 y 2022. En los Juegos Europeos obtuvo dos medallas, oro en Minsk 2019 y plata en Cracovia 2023.

## Palmarés internacional
| Juegos Europeos    | Juegos Europeos     | Juegos Europeos   | Juegos Europeos |
| Año                | Lugar               | Medalla           | Prueba          |
| ------------------ | ------------------- | ----------------- | --------------- |
| 2019               | Minsk (Bielorrusia) | Medalla de oro    | Individual      |
| 2023               | Tarnów (Polonia)    | Medalla de plata  | Individual      |
| Campeonato Europeo |                     |                   |                 |
| Año                | Lugar               | Medalla           | Prueba          |
| 2018               | Huelva (España)     | Medalla de bronce | Individual      |
| 2022               | Madrid (España)     | Medalla de bronce | Individual      |